# Zacharias Heinesen

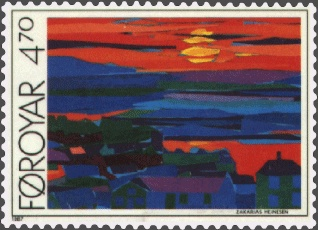
Eystara vág, die Ostbucht von Tórshavn. Briefmarke von 1987

Zacharias Karl Ulrik Heinesen (* 19. Juni 1936 in Tórshavn) ist ein zeitgenössischer färöischer Maler. Er ist ein Sohn von William Heinesen.

## Leben
Zacharias Heinesen gilt als eine zentrale Gestalt in der färöischen Malerei. Seit dem Abschluss seiner Studien an den Kunstakademien in Reykjavík (1958–59) und Kopenhagen (1959–62) lebt er in der färöischen Hauptstadt Tórshavn. Von seinem Atelier, das hoch auf einem Hügel liegt, hat eine weite Aussicht über Stadt und Hafen. Diese grandiose Aussicht hat eine zentrale Stellung in der Motivwelt des Malers.

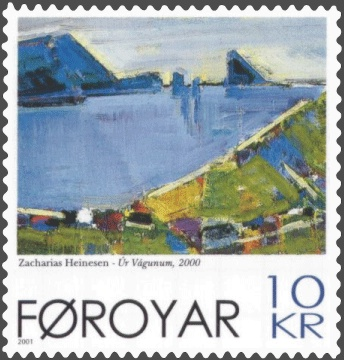
„Úr Vágum“ (aus Vágar) 2000. Briefmarke von 2001

Zacharias Heinesen konzentriert sich in seinen Landschaftsbildern auf die Ausdruckskraft und intensive Stärke der Farbe und auf das vibrierende Leben der Fläche. In seiner Motivwahl kreist er seit einigen Jahren insbesondere um das Thema „Ortschaft am Meer“. Die Giebel, Fassaden und Dächer der Häuser bilden ein Muster an Flächen, das auch die vielen kleinen Parzellen Land umfasst, die den Ort umgeben. Die Flächenkomposition setzt sich in der facettierten Struktur der Berge und den amorphen Figuren der Wolkenformationen fort. Senkrechte, waagerechte und diagonale Linien signalisieren die Umrisse der Häuser, Feldraine, Steinmauern, Hecken und Konturen der Landschaft. Gleichzeitig markieren sie den kubistisch geprägten Rhythmus und die Bewegung des Bildes. Die Farbhaltung kennzeichnet sich durch ein blau-grünes Register, das mit roten und gelben Nuancen sowie goldenen Einschlägen an Ockertönen kontrastiert.
Die Gemälde sind bisweilen recht abstrakt, doch der Maler will nicht die Verbindung zum Motiv verlieren – in Kompositionen von großen und kleinen viereckigen Farbflächen werden Farbklänge und Temperatur durch die Grenze eines Horizontes getrennt, und anhand von kurzen markanten Strichen wird die Vorstellung einer Landschaft oder eines Stadtbildes verstärkt. Landschaftsaquarelle sowie pastorale Holz- und Linolschnitte haben eine künstlerische Leichtigkeit und eine eigene ätherische Anmut. In dekorativen Arbeiten, etwa Buchillustrationen, wandeln Menschen in stummem Entzücken in arkadischen Landschaften zwischen Paradiesvögeln und märchenhaften Tieren und Pflanzen.

Vestara Vág (Westbucht der Hauptstadt Tórshavn/Färöer)

Zacharias Heinesen gestaltete die Rückseiten der neuen färöischen Geldscheine. Die zugrunde liegenden Aquarelle wurden eigens für diesen Zweck gemalt. Die Motive sind:
- 50-Kronen-Schein: Sumba auf Suðuroy, 2001
- 100-Kronen-Schein: Klaksvík, 16. Januar 2003
- 200-Kronen-Schein: Tindhólmur vor Vágar, 19. Januar 2004
- 500-Kronen-Schein: Hvannasund auf Viðoy, 30. November 2004
- 1.000-Kronen-Schein: Sandoy 2005

Das Altarbild der Dänischen Kirche (Dansk Kirke) im nordfriesischen Husum ist ebenso von ihm, wie ein Teil der Dekoration der färöischen Überseefähre Norröna.
Siehe auch: Färöische Kunst